# 克勒贝尔大街
克勒贝尔大街（法語：Avenue Kleber）是法国首都巴黎十六区的一条大街，是通往凯旋门的12条大街之一，得名于法国革命战争期间的将军克勒貝爾（Jean Baptiste Kléber）。克勒贝尔大街是2002年电影《神鬼认证》的外景地之一。

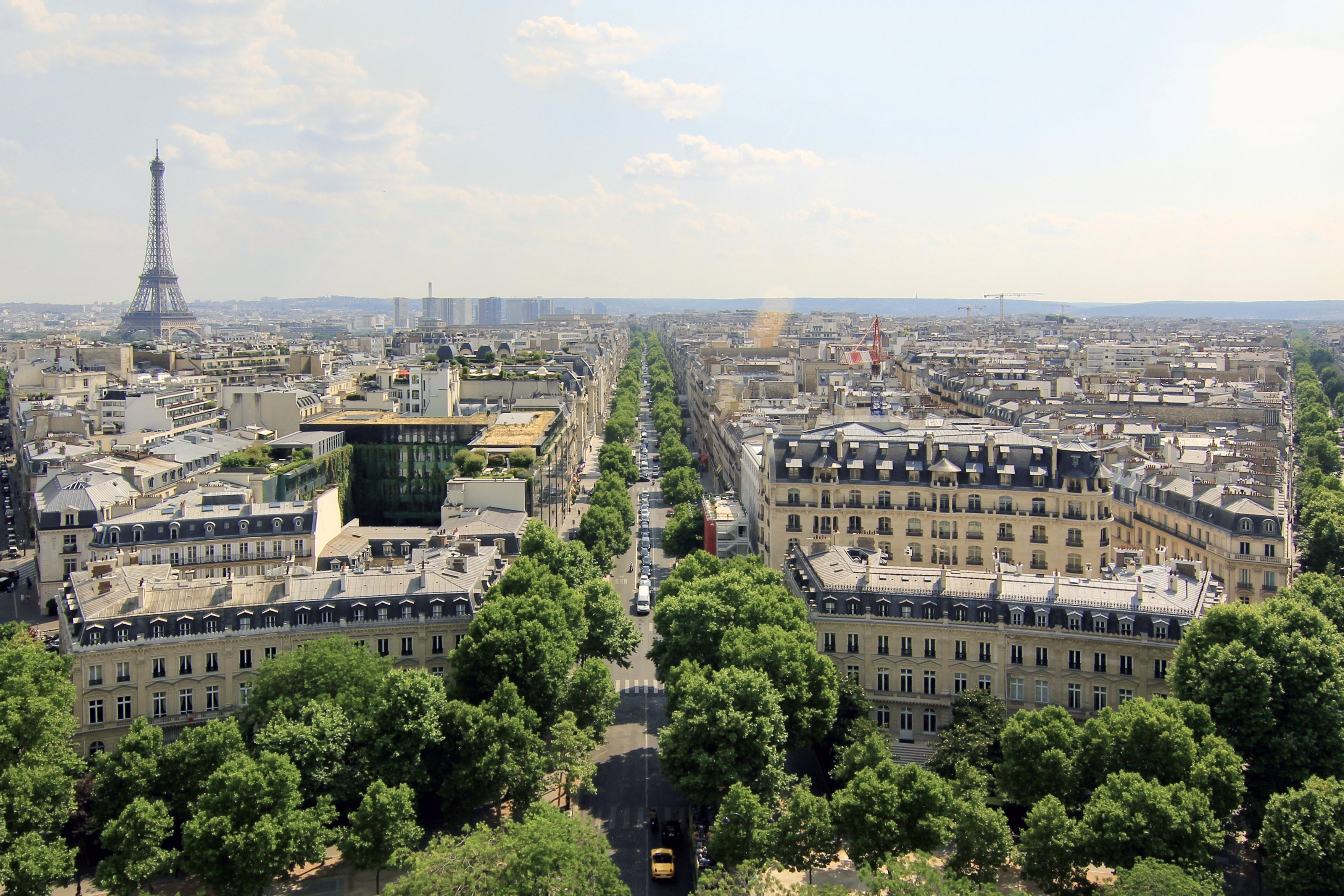
俯瞰克勒貝爾大街